# 伊藤賢吾
伊藤 賢吾（いとう けんご、1978年12月4日 - ）は、北海道釧路市出身の元プロアイスホッケー選手。ポジションはディフェンス。

## 経歴
釧路工業高等学校を卒業後、1997年より日本製紙クレインズに入団。ルーキーイヤーである日本リーグ 97-98シーズンは高卒ルーキーながら39試合に出場。
5シーズン目となる2001-02シーズンには、40試合に出場し43ポイント（13ゴール、21アシスト）を記録し、チームメイトのジョエル・ディックらと共に、攻撃型DFとして活躍。
2003-04シーズンは一時期イーストコースト・ホッケー・リーグ(ECHL)のシャーロット・チェッカーズでプレーした。日本では日本リーグからアジアリーグへ移行し、日本製紙クレインズの初優勝、アジアリーグ初代王者に貢献。
2005-06シーズンは38試合に出場し、キャリアハイとなる57ポイント(12ゴール、42アシスト)を記録。チームはレギュラーリーグを１位通過するもプレーオフでコクドに破れ、準優勝に終わる。
2006-07シーズンはチームの3度目のアジアリーグ優勝に貢献し、リーグMVPならびにベストDF賞を受賞。
その後、2008-09、2013-14と合計で4度のリーグ優勝に主力DFとして貢献した。
2022-23シーズンは26シーズン目を迎え、アジアリーグでプレーする現役最年長のDF選手となった。
2023年5月2日に給料が未払いであることを理由に契約を更新せずチームを離脱した。クレインズから大半の選手が移籍した新チームの北海道ワイルズから契約の打診を受けていたが、「体力的にはまだできるものの、選手としてはやり切った」として引退を表明した。